# Campionats del món de ciclisme en ruta de 2010
Els Campionats del món de ciclisme en ruta de 2010 es disputaren del 29 de setembre al 3 d'octubre de 2010 a Geelong i Melbourne, Austràlia. La competició consistí en una cursa contrarellotge i una en ruta per a homes, dones i homes sub-23.

## Resultats
|                                         | Or                            | Or         | Argent                       | Argent      | Bronze                                                    | Bronze      |
| Proves masculines professionals         |                               |            |                              |             |                                                           |             |
| Cursa en línia masculina detalls        | Thor Hushovd · Noruega        | 6h 21' 49" | Matti Breschel · Dinamarca   | m. t.       | Allan Davis · Austràlia                                   | m. t.       |
| Contrarellotge masculina detalls        | Fabian Cancellara · Suïssa    | 58' 09.19" | David Millar · Regne Unit    | + 1' 02.75" | Tony Martin · Alemanya                                    | + 1' 12.49" |
| Proves masculines sub-23                |                               |            |                              |             |                                                           |             |
| Cursa en línia masculina sub-23 detalls | Michael Matthews · Austràlia  | 4h 01' 23" | John Degenkolb · Alemanya    | m. t.       | Taylor Phinney · Estats Units · Guillaume Boivin · Canadà | m. t.       |
| Contrarellotge masculina sub-23 detalls | Taylor Phinney · Estats Units | 42' 50.29" | Luke Durbridge · Austràlia   | + 1.90"     | Marcel Kittel · Alemanya                                  | + 24.01"    |
| Proves femenines elit                   |                               |            |                              |             |                                                           |             |
| Cursa en línia femenina detalls         | Giorgia Bronzini · Itàlia     | 3h 32' 01" | Marianne Vos · Països Baixos | m. t.       | Emma Johansson · Suècia                                   | m. t.       |
| Contrarellotge femenina detalls         | Emma Pooley · Regne Unit      | 32' 48.44" | Judith Arndt · Alemanya      | + 15.17"    | Linda Villumsen · Nova Zelanda                            | + 15.80"    |

## Medaller
| Posició | País          | Or | Plata | Bronze | Total |
| 1       | Austràlia     | 1  | 1     | 1      | 3     |
| 2       | Regne Unit    | 1  | 1     | 0      | 2     |
| 3       | Estats Units  | 1  | 0     | 1      | 2     |
| 4       | Itàlia        | 1  | 0     | 0      | 1     |
| 4       | Noruega       | 1  | 0     | 0      | 1     |
| 4       | Suïssa        | 1  | 0     | 0      | 1     |
| 7       | Alemanya      | 0  | 2     | 2      | 4     |
| 8       | Dinamarca     | 0  | 1     | 0      | 1     |
| 8       | Països Baixos | 0  | 1     | 0      | 1     |
| 10      | Canadà        | 0  | 0     | 1      | 1     |
| 10      | Nova Zelanda  | 0  | 0     | 1      | 1     |
| 10      | Suècia        | 0  | 0     | 1      | 1     |
| Total   | Total         | 6  | 6     | 7      | 19    |